# Allomatus wilsoni
Allomatus wilsoni is een keversoort uit de familie waterroofkevers (Dytiscidae). De wetenschappelijke naam van de soort is voor het eerst geldig gepubliceerd in 1964 door Raymond Mouchamps.